# Ryan Norman
Ryan Norman (Aurora, Ohio, 19 maart 1998) is een Amerikaans autocoureur.

## Carrière
Norman begon zijn carrière in het motorcross, toen hij op twaalfjarige leeftijd een AMA-licentie ontving. Toen hij zestien jaar werd, nodigde zijn vader hem uit voor een lesprogramma op de Skip Barber Racing School. Vervolgens nam hij aan het eind van 2014 deel aan de eerste twee raceweekenden van de Skip Barber Winter Series.
In 2015 maakte Norman zijn debuut in de SCCA National Championship Runoffs Formula Enterprises. Hij won direct de tweede race op de Sebring International Raceway. Met nog twee overwinningen op Road Atlanta en de Virginia International Raceway verzekerde hij zichzelf van de tweede plaats in het kampioenschap. Hierna eindigde hij achter Scott Rettich als tweede in de June Sprints. Ook in de SCCA National Championship Runoffs op de Daytona International Speedway werd hij tweede achter Rettich. Aan het eind van het seizoen maakte hij zijn debuut in een Formula Atlantic-auto in de organisatie van Historic Sportscar Racing en won zijn klasse op Sebring.
In 2016 maakte Norman de overstap naar het Atlantic Championship, waarin hij uitkwam voor K-Hill Motorsports. Voorafgaand aan het seizoen won hij beide showevenementen op de Palm Beach International Raceway en op Sebring. In het hoofdseizoen behaalde hij acht overwinningen en drie andere podiumplaatsen, waardoor hij met 586 punten het kampioenschap winnend afsloot.
In 2017 maakt Norman zijn debuut in de Indy Lights voor het team Andretti Autosport.